# Hamden
Hamden – wieś w USA, w stanie Ohio, w hrabstwie Vinton.
Liczba mieszkańców w 2010 roku wynosiła 879.